# Materialismo y empiriocriticismo
Materialismo y empiriocriticismo (en ruso: Материализм и эмпириокритицизм, Materializm i empiriokrititsizm ) es una obra filosófica de Lenin, publicada en 1909. Era un tema de estudio obligatorio en todas las instituciones de educación superior en la Unión Soviética, como una obra fundamental del materialismo dialéctico, una parte del plan de estudios llamado "Filosofía marxista-leninista". Lenin argumentó que las percepciones humanas reflejan correcta y exactamente un mundo externo objetivo.  
Lenin formula la contradicción filosófica fundamental entre idealismo y materialismo de la siguiente manera: "El materialismo es el reconocimiento de objetos en sí mismos u objetos fuera de la mente; las ideas y sensaciones son copias o imágenes de estos objetos. La doctrina opuesta (idealismo) dice: los objetos no existen, fuera de la mente; son conexiones de sensaciones."
En la obra, Lenin ataca el trabajo epistemológico de Ernst Mach (influyente en convencionalistas y en neopositivistas). Escribió que nadie "puede eliminar el hecho claro e indiscutible de que la doctrina de Ernst Mach, la doctrina de las cosas consideradas como complejos de sensaciones, es idealismo subjetivista, una simple repetición de la doctrina de Berkeley". En realidad, para Lenin "la función objetiva de clase, del empiriocriticismo se reduce a servir a los fideístas en su lucha contra el materialismo en general y el materialismo histórico en particular".

## Trasfondo

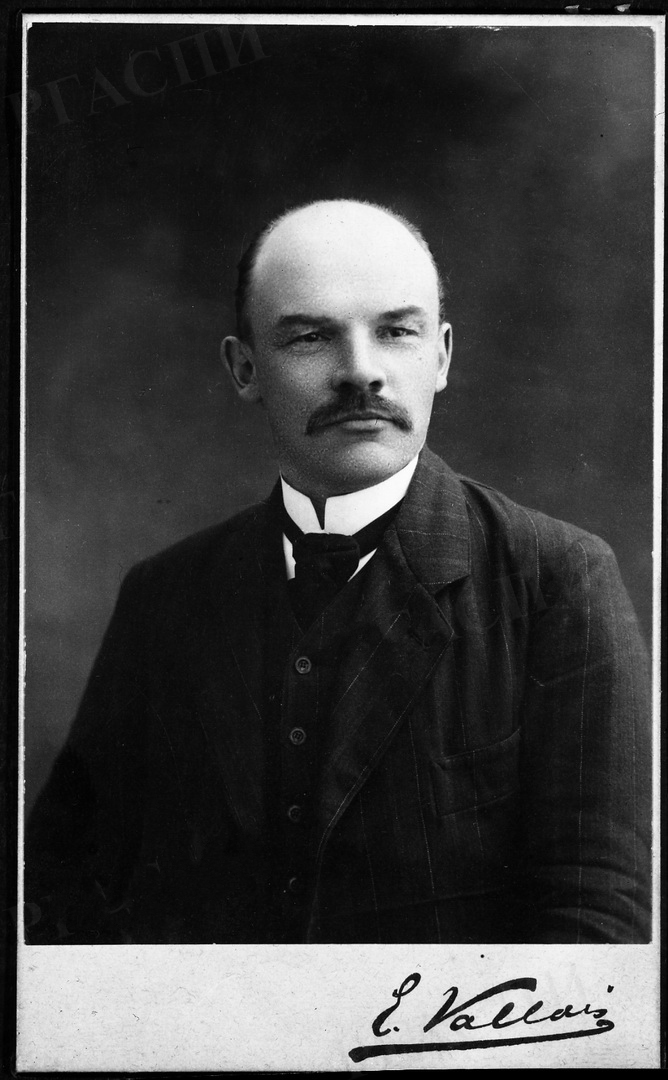
Vladimir Lenin en 1910.

El libro, cuyo título completo es Materialismo y empiriocriticismo: notas críticas sobre una filosofía reaccionaria, fue escrito por Lenin desde febrero hasta octubre de 1908 mientras estaba exiliado en Ginebra y Londres y fue publicado en Moscú en mayo de 1909 por Zveno Publishers. El manuscrito original y los materiales preparatorios se han perdido.
La mayor parte del libro fue escrito cuando Lenin estaba en Ginebra, aparte del mes que pasó en Londres, donde visitó la biblioteca del Museo Británico para acceder a material filosófico y de ciencias naturales moderno. El índice enumera más de 200 fuentes para el libro.
En diciembre de 1908, Lenin se trasladó de Ginebra a París, donde trabajó hasta abril de 1909 en la corrección de las pruebas. Algunos pasajes se editaron para evitar la censura zarista. Fue publicado en la Rusia Imperial con gran dificultad. Lenin insistió en la rápida distribución del libro y destacó que en su publicación estaban implicadas "no sólo obligaciones literarias sino también serias obligaciones políticas".
El libro fue escrito como reacción y crítica a la obra Empiriomonism (1904-1906) en tres volúmenes de Alexander Bogdanov, su oponente político dentro del Partido . En junio de 1909, Bogdanov fue derrotado en una miniconferencia bolchevique en París y expulsado del Comité Central, pero aún conservaba un papel relevante en el ala izquierda del Partido. Participó en la Revolución Rusa y después de 1917 fue nombrado director de la Academia Socialista de Ciencias Sociales.[cita requerida]
Materialismo y empiriocriticismo se volvió a publicar en ruso en 1920 con una introducción que atacaba a Bogdanov por Vladimir Nevsky. Posteriormente apareció en más de 20 idiomas y adquirió un estatus canónico en la filosofía marxista-leninista.[cita requerida]

## Resumen de capítulos
Capítulo I
La epistemología del empiriocriticismo y el materialismo dialéctico I

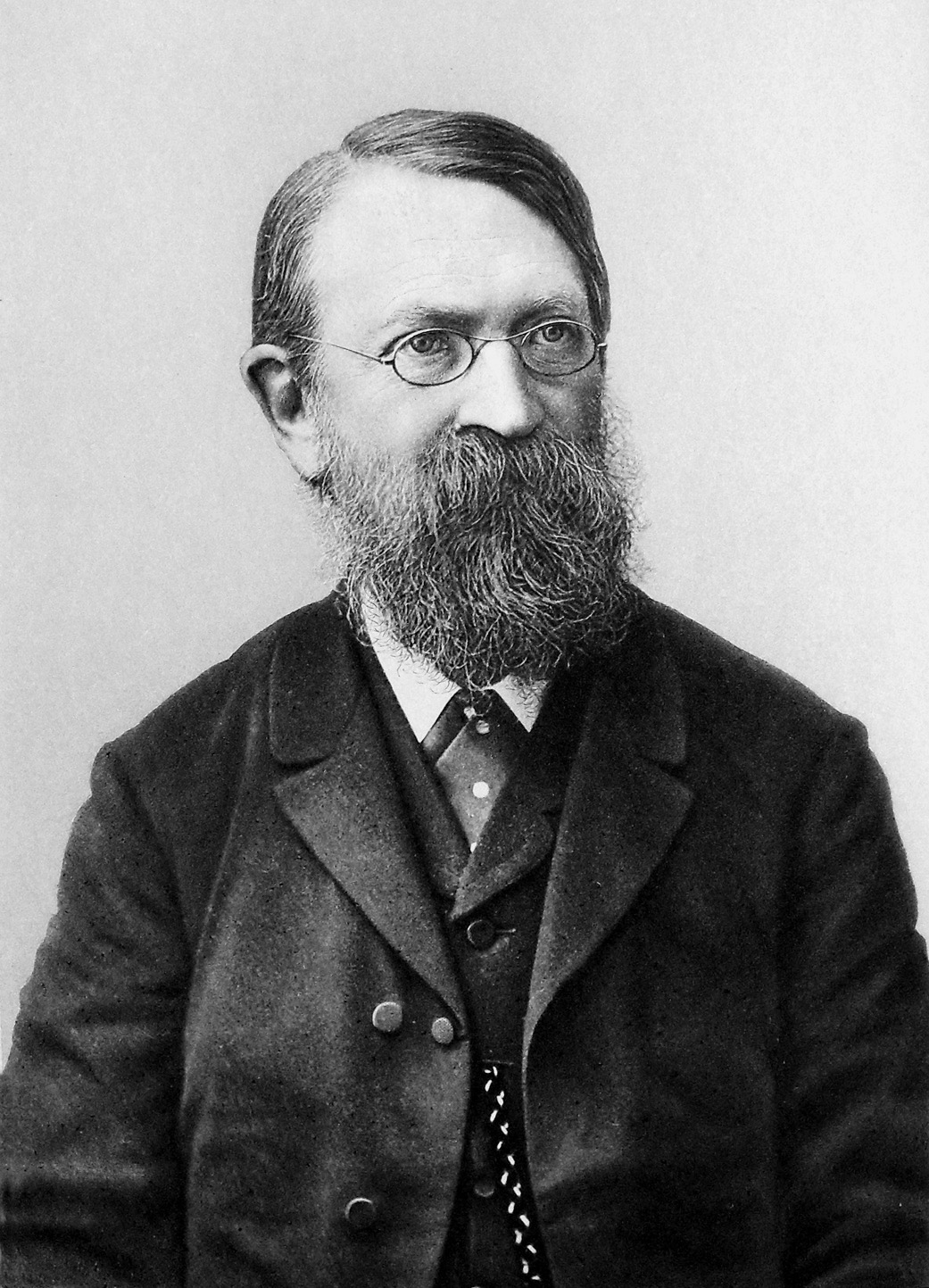
Ernst Mach en 1902.

Lenin analiza el "solipsismo" de Ernst Mach y Richard Avenarius.
En el primer capítulo, Lenin postula "la diferencia entre las dos lineas fundamentales en la filosofía". El criterio principal para esta diferencia es la cuestión de la correlación entre las sensaciones y las cosas. El materialismo afirma la primacía de una cosa, y el idealismo afirma la primacía de la sensación. El positivismo trata de tomar una posición intermedia, pero de ahí sólo surge un "idealismo confuso", disfrazado de realismo. El representante de la "línea materialista" propiamente dicha era Friedrich Engels (Anti-Dühring). Al idealismo, Lenin incluyó los puntos de vista del físico Mach (Análisis de las sensaciones), para quien las cosas son "complejos de sensaciones" (es decir, unidades de experiencia). Al mismo tiempo, el machismo se interpreta como "rumiar el berkeleyismo", es decir, una continuación de la filosofía del obispo George Berkeley, que Lenin caracteriza como solipsismo e idealismo subjetivo. El término "empiriocriticismo" (es decir, crítica o análisis de la experiencia) coincide en significado con el machismo, pero tiene un alcance más amplio, ya que incluye las enseñanzas de Richard Avenarius, Henri Poincaré, Pierre Duhem y Karl Pearson, así como el empiriomonismo del "machista ruso" Aleksándr Bogdánov.
Lenin rastrea el materialismo de Engels, Marx y Feuerbach hasta el punto de vista de Diderot. El idealismo es considerado por él como "la sensacion sin materia orgánica, el pensamiento sin cerebro". El empiriocriticismo (la última variedad de idealismo) es tildado de "fideísmo", "filosofía reaccionaria" y "galimatías enfático y pretencioso" y "escolástica profesoral [...] pura e irremediable". El materialismo (como punto de vista y como línea filosófica), en opinión de Lenin, comienza con el "reconocimiento de la verdad objetiva" o la aceptación de la independencia de la fuente de nuestras sensaciones de nuestra conciencia. Esta posición se basa en la "inquebrantable convicción" de la existencia de la tierra antes del hombre. Lenin admite que tal posición es criticada por los oponentes como metafísica porque "sale más allá de los límites de toda experiencia".
Capítulo II
La epistemología del empiriocriticismo y el materialismo dialéctico II
Lenin, Tschernow y Basarov confrontan las opiniones de Ludwig Feuerbach, Joseph Dietzgen y Friedrich Engels y comentan el criterio de la práctica en epistemología.
El segundo capítulo comienza con un análisis de los ataques de Víctor Chernov a Gueorgui Plejánov por admitir la materia como una cosa en sí. Lenin volvió de nuevo a la distinción de Engels entre materialismo e idealismo, que ya habían sido llamados "campos". Se asemeja a la tesis del materialismo sobre la existencia de las cosas, por ejemplo, la alizarina antes de la conciencia. Además, la posición de Chernov es tachada de "absurdos pretenciosos". Siguiendo a Engels, Lenin afirmó la posibilidad de conocer las cosas en sí, contrastando el materialismo con el agnosticismo. Bazárov es criticado por el hecho de que procesó a Engels "guisado y servido en la salsa machista". Lenin es especialmente irónico acerca de la "trascendencia" (la transición de las sensaciones a las cosas), de la que los agnósticos acusan a los materialistas. Además, se considera el agnosticismo de Bogdánov, quien negaba la naturaleza objetiva de la verdad y veía en ella sólo una "forma ideológica". Lenin critica esta afirmación, ya que admite la posibilidad de verdades diferentes y contradictorias. Aquí Lenin da su definición: "La materia es una categoría filosófica que sirve para designar la realidad objetiva, que es dada al hombre en sus sensaciones, que es copiada, fotografiada, reflejada por nuestras sensaciones, existiendo independientemente de ellas". El materialismo se remonta a Demócrito, y el idealismo a Platón. Lenin contrasta el relativismo de los idealistas modernos con el materialismo dialéctico, que afirma la posibilidad de comprender la verdad absoluta. Un ejemplo de verdad es la tesis de que Napoleón murió el 5 de mayo de 1821. El criterio de verdad es la práctica. Lenin concluye con una critica de Ludwig Boltzmann a los machistas: "se dejan seducir por los nuevos dogmas gnoseológicos [...] para ser consecuente, hay que negar, no solamente la existencia de los demás seres, a excepción de mi propio YO, sino además la existencia de todas las representaciones pretéritas". 
Capítulo III
La epistemología del empiriocriticismo y el materialismo dialéctico III
Lenin busca definir "materia" y "experiencia" y aborda las cuestiones de causalidad y necesidad en la naturaleza, así como "libertad y necesidad" y el "principio de la economía del pensamiento".
El tercer capítulo está dedicado al análisis de la obra de Avenarius "Crítica de la experiencia pura", donde se dice que la experiencia misma es adoptada tanto por materialistas como por idealistas. Sin embargo, los materialistas (Ludwig Feuerbach) parten del reconocimiento de la "realidad objetiva del mundo exterior" y de sus leyes. Si los agnósticos (los humistas, los kantianos y los machistas) toman la experiencia como el dato primario del conocimiento, Lenin ve en ella un "simple reflejo de la naturaleza". Lenin se refiere a los agnósticos como Henri Poincaré "gran físico y débil filósofo". Lenin llama conocimiento a la transformación de las cosas en sí mismas en cosas para nosotros.
Capítulo IV
Los idealistas filosóficos como colaboradores y sucesores del empiriocriticismo
Lenin se ocupa de la crítica de Kant de izquierda y derecha, de la filosofía de la inmanencia, del "empiri-monismo" de Bogdanov y de la crítica de Hermann von Helmholtz sobre la "la teoría de los símbolos (o de los jeroglíficos)".
El cuarto capítulo revela las raíces kantianas del empiriocriticismo, en particular, la conexión entre la Crítica de la experiencia pura de Avenarius y la Crítica de la razón pura de Kant. La principal distinción de la crítica empiriológica es el rechazo del apriorismo de Kant y la suposición de la cosa en sí, que, según Lenin, devuelve esta filosofía al agnosticismo humeano y al berkebertanismo. En la propia doctrina de Kant se revelan componentes materialistas (la cosa en sí), lo que permite a Lenin llamar reaccionario el "nuevo viraje que va desde Kant al agnosticismo y al idealismo. Al mismo tiempo, "toda la escuela de Feuerbach, de Marx y de Engels se ha apartado de Kant a la izquierda, hacia la negación completa de todo idealismo y de todo agnosticismo" (véase: Revisionismo). Sin embargo, Lenin, refiriéndose a Engels, señala que el agnosticismo puede actuar como un "materialista vergonzante" (por ejemplo, en Thomas Huxley). Además, se critica a los científicos naturales que, a pesar de ser las "mayores magnitudes" en su campo (Helmholtz), son muy "inconsistentes" en filosofía. Incluso en el "estercolero del idealismo absoluto", Lenin encuentra la "perla" de la dialéctica hegeliana, que permite al materialismo dialéctico moderno elevarse por encima del materialismo francés del siglo XVIII. En su metodología, Lenin hizo referencias a las autoridades (Marx, Engels, Lafargue, Mehring, Kautsky), declarando que sus oponentes también utilizaban a las autoridades, sólo que no socialistas, sino burguesas. Al mismo tiempo, las autoridades poseen genio y perspicacia (Engels).
Capítulo V
La última revolución de la ciencia y el idealismo filosófico

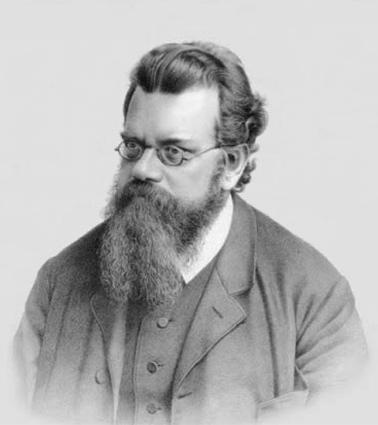
Ludwig Boltzmann en 1902.

Lenin se ocupa de la tesis de que, en la "crisis de la física contemporánea", la materia "ha desaparecido". En este contexto habla de un "idealismo físico" y señala: "Porque la única "propiedad" de la materia con cuya admisión está ligado el materialismo filosófico, es la propiedad de ser una realidad objetiva, de existir fuera de nuestra conciencia".
El quinto capítulo está dedicado a la "última revolución de las ciencias naturales" (rayos X, rayos de Becquerel, radio, la relación entre la luz y la electricidad), que contribuye al renacimiento del idealismo filosófico. En particular, hay una referencia al libro La Valeur de la Science de Henri Poincaré, que dice que la "teoría electrónica de la materia" socava los principios de conservación de la materia y la energía. Como resultado, los físicos tienen la impresión de que "el átomo se desmaterializa" y "la materia desaparece". Sin embargo, Lenin afirma que no es la materia en sí misma la que desaparece, sino sólo ciertas propiedades (masa, inercia, impenetrabilidad) inherentes a algunos de sus estados. La materia misma es una realidad objetiva. Lenin tenían en alta estima al físico Ludwig Boltzmann debido a lo que consideraba como su apoyo a la filosofía materialista. En los últimos descubrimientos, Lenin ve argumentos a favor del materialismo dialéctico contra el idealismo confuso. Al mismo tiempo, Lenin insiste en la relatividad del concepto de la "esencia" de una cosa (electrón o éter), pero se distancia del relativismo y no convierte el mismo éter en una "hipótesis de trabajo" o en un "símbolo". Por ejemplo: "La sensación de luz roja refleja las vibraciones del del éter". El criterio principal para distinguir el materialismo dialéctico del relativismo es el reconocimiento incondicional (como oposición a la "negación"). Las desviaciones de esta confesión se convierten en "tergiversaciones" y "tonterías".
Capítulo VI
Empiriocriticismo y materialismo histórico
Lenin analiza a autores como Bogdanov, Suvorov, Ernst Haeckel y Ernst Mach.
En el sexto capítulo se plantea el tema del "partidismo" en filosofía. De acuerdo con la definición de Lenin, ser parte en filosofía significa considerar cada doctrina filosófica en una conexión inseparable con las condiciones históricas que le dieron origen, y con los intereses y tendencias de clase que en última instancia expresa. Un marxista consecuente debe plantear la pregunta sólo de esta manera: ¿a quién, a qué grupo social, sirve tal o cual doctrina filosófica o proposición teórica? 
Lenin cree que el intento de Bogdanov de desarrollar a Marx es una revisión y una negación del marxismo. Tal enfoque expresa el principio del partidismo, cuando la corriente filosófica se convierte en un campo militar, que exige "moderación" en la lucha contra la dirección opuesta. Cualquier compromiso y reconciliación en esta situación resulta ser un deslizamiento hacia el "despreciable partido del medio".
Además del Capítulo IV, Lenin aborda la pregunta: "¿De qué lado criticó N. G. Chernishévski el kantismo?"

## Recepción
En el momento de la publicación, el libro tuvo poco impacto.[cita requerida] Paul Cockshott considera el trabajo de Lenin y los descubrimientos de Albert Einstein sobre el movimiento browniano y la equivalencia entre masa y energía como influyentes para la aceptación del atomismo y materialismo en ciencia y política.

### En filosofía
Karl Popper, representante del neopositivismo, conoció en su juventud la obra Materialismo y empiriocriticismo, participando en su traducción al alemán. Popper, y especialmente Imre Lakatos y Paul Feyerabend, consideraron a Lenin uno de los precursores del falibilismo debido a su interpretación de las ideas de Pierre Duhem en Materialismo y empiriocriticismo. Lakatos, discípulo de Popper y destacado filósofo de la ciencia, desarrolló el falibilismo en una forma cercana en espíritu a la interpretación de Lenin de la relación entre la verdad objetiva, absoluta y relativa. Si Popper limitó realmente el falibilismo a la esfera del conocimiento no matemático, Lakatos lo extendió decisivamente al campo del conocimiento lógico-matemático. Ya en sus primeras obras, Lakatos discute, a veces mencionando a Lenin, sobre la posibilidad de una aproximación infinita de la razón a la realidad objetiva, sobre su inagotable, sobre los logros de la física asociados con el reconocimiento del principio del historicismo, sobre su asimilación en el conjunto de las ciencias naturales, etc.
En la importante obra sobre el realismo especulativo del filósofo francés Quentin Meillassoux, Après la finitude. Essai sur la nécessité de la contingence, escribe el filósofo británico Ray Brassier (junto con Meillassoux, uno de los oradores en el seminario de 2007 en el Goldsmiths College de Londres «es necesario señalar la sorprendente similitud entre el ataque de Meillassoux al fideísmo correlacionista en Apres la finitude y la crítica de Lenin al idealismo clerical en Materialismo y empiriocriticismo (1908, tr. A. Fineberg, Peking: Foreign Languages Press, 1972); especialmente en el Capítulo 1, secciones 2 y 3, donde Lenin derriba la teoría "correlativista" del sujeto y el objeto, que explícitamente confunde con el "fideísmo"... Aunque no lo menciona, el tratado de Lenin bien pudo haber sido la inspiración para El libro de Meillassoux. Que el “correlativismo”, criticado por Lenin en 1908, siga en plena vigencia cien años después es a la vez un testimonio de la continua relevancia de la intervención de Lenin y un deprimente recordatorio de la tendencia dominante en la filosofía académica: un idealismo aparentemente imperturbable».
Meillassoux, en particular, señala que la frontera entre el correlacionismo (el idealismo cortés y racional, ya sea el idealismo trascendental, la fenomenología, la filosofía de Heidegger o el posmodernismo) y el idealismo subjetivo (salvaje y tosco), la frontera que separa a Kant y Berkeley, esta frontera se borra en la consideración de la cuestión de la materia fósil; la exclusión de la base racional de la metafísica (especialmente en las variantes del fuerte correlacionismo de Heidegger y Wittgenstein) se convierte en el papel dominante del fideísmo en el pensamiento moderno, y la filosofía se convierte en la sierva voluntaria de cualquier teología

### En la URSS

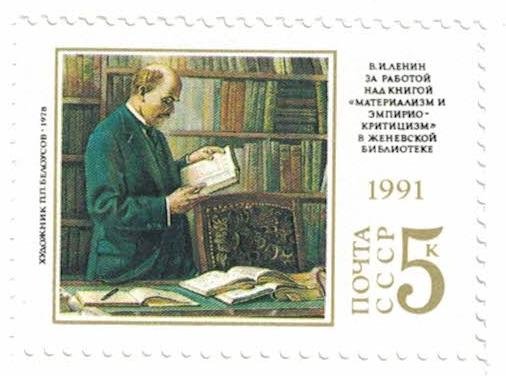
Un sello postal soviético dedicado a la obra de V. I. Lenin "Materialismo y empiriocriticismo" emitido en 1991.

Al igual que otras obras de Lenin, el libro ocupó un lugar importante en el discurso ideológico soviético. Su estudio fue incluido en los programas de todas las instituciones de educación superior de la URSS en temas sociales. Todos los trabajos científicos publicados debían cumplir con las definiciones básicas del libro, lo que lo convirtió, entre otras obras de los clásicos del marxismo, en una de las herramientas de control ideológico por parte del PCUS.

### Críticas
Karl Popper cita este trabajo como "intelectualmente comedido" y comprensible:
«Soy antimarxista y liberal. Sin embargo, reconozco que tanto Marx como Lenin escribieron de la misma manera sencilla y directa. ¿Qué dirían de la grandilocuencia de los neodialécticos? Habrían encontrado una palabra más dura que "pomposo". (En mi opinión, el libro de Lenin contra el empiriocriticismo es excelente)».
Aleksándr Bogdánov en su respuesta a la crítica de Lenin a sus puntos de vista en Materialismo y empiriocriticismo, señaló el carácter religioso.

## Filósofos y científicos citados
Lenin cita una amplia gama de filósofos:
- Richard Avenarius
- Ernst Mach
- Richard von Schubert-Soldern
- Jakov Berman
- Osip Helfond
- Sergei Suvorov
- Pavel Yushkevich